# Anthia cinctipennis
Anthia cinctipennis es una especie de escarabajo del género Anthia, familia Carabidae. Fue descrita científicamente por Lequien en 1833.

## Distribución geográfica
Habita en Angola, Mozambique, Zimbabue, Botsuana, Namibia y Sudáfrica.